# Narcissus dubius
Narcissus dubius är en amaryllisväxtart som beskrevs av Antoine Gouan. Narcissus dubius ingår i släktet narcisser, och familjen amaryllisväxter. Inga underarter finns listade i Catalogue of Life.

## Bildgalleri

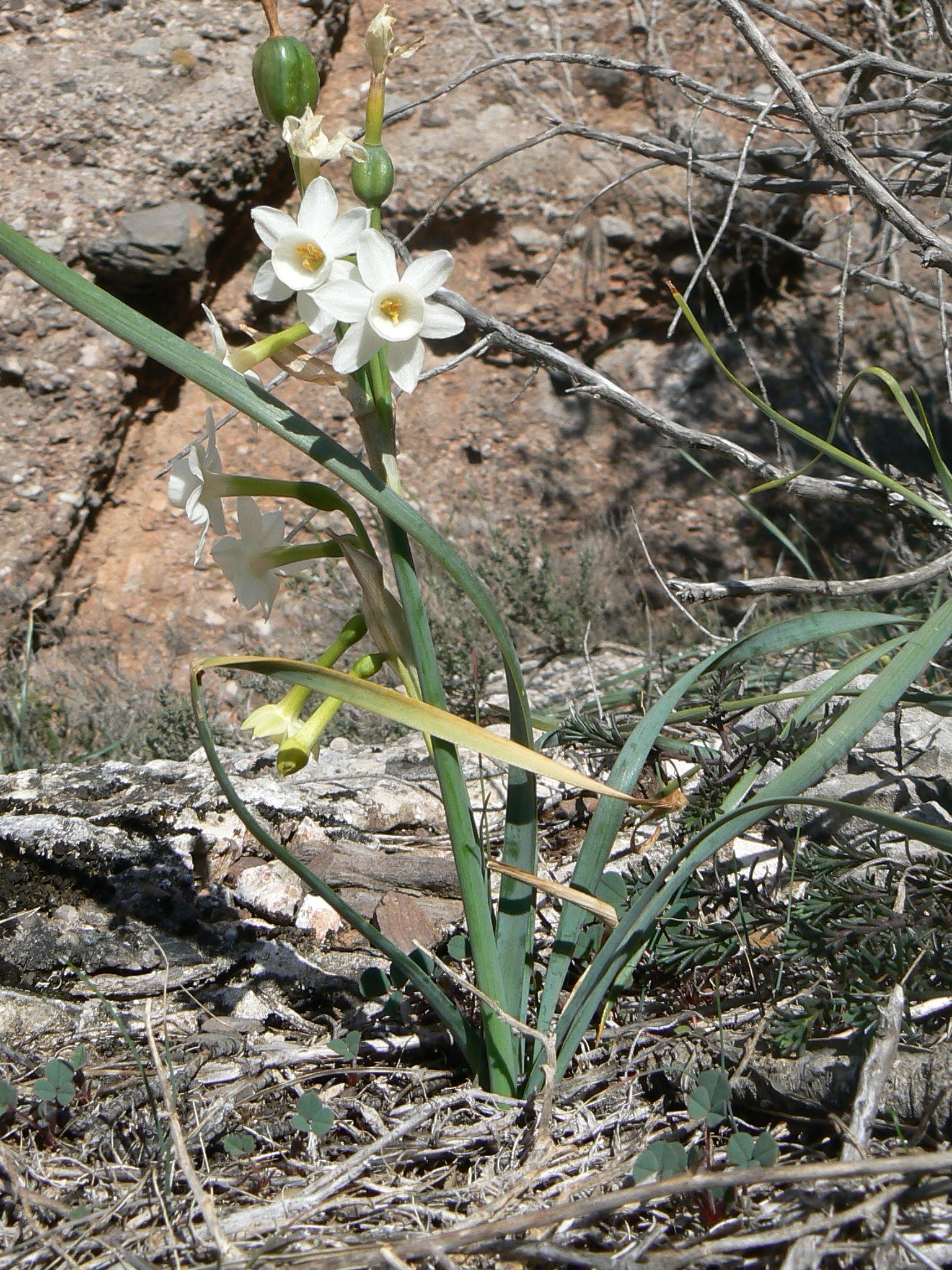
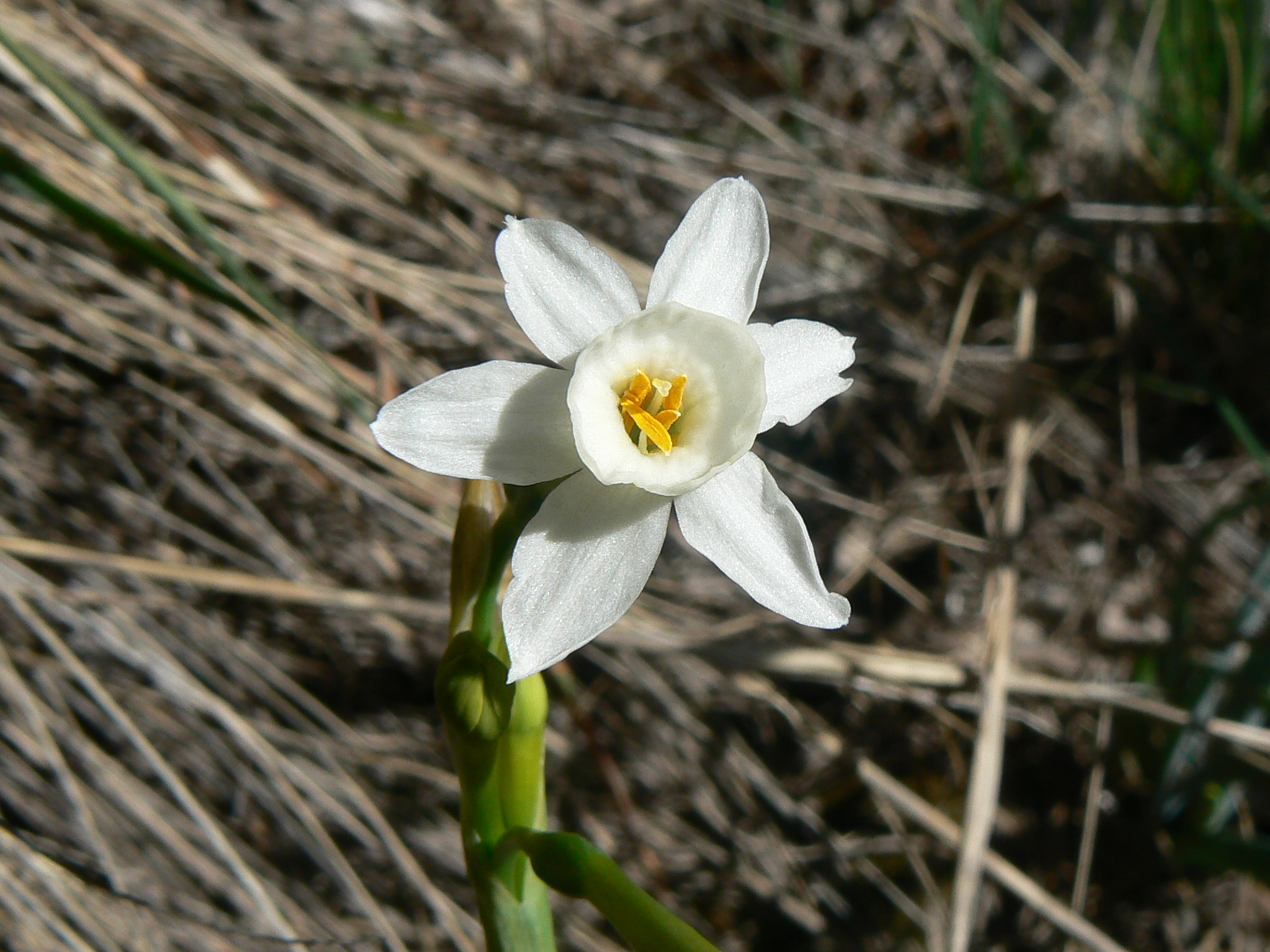
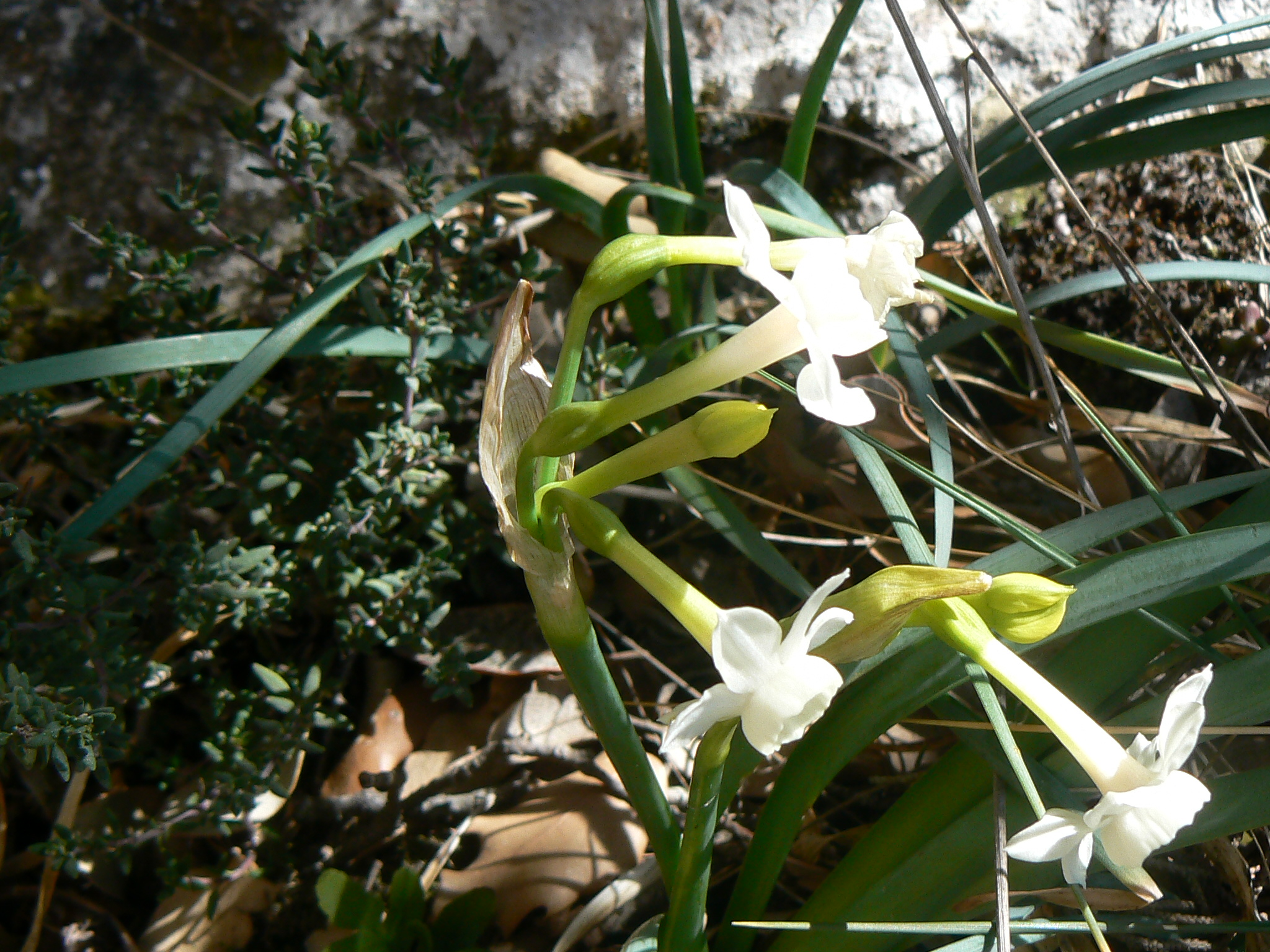
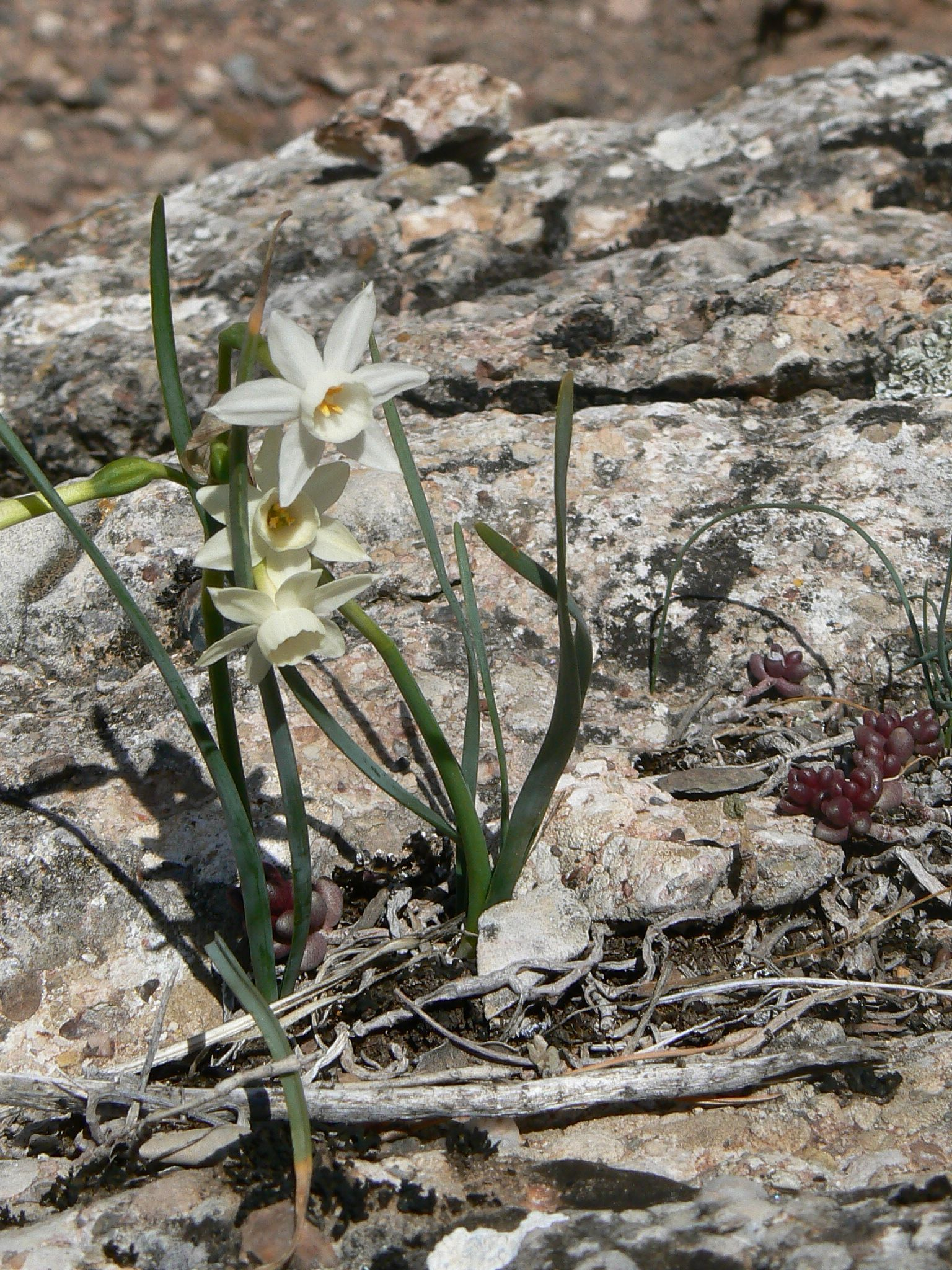
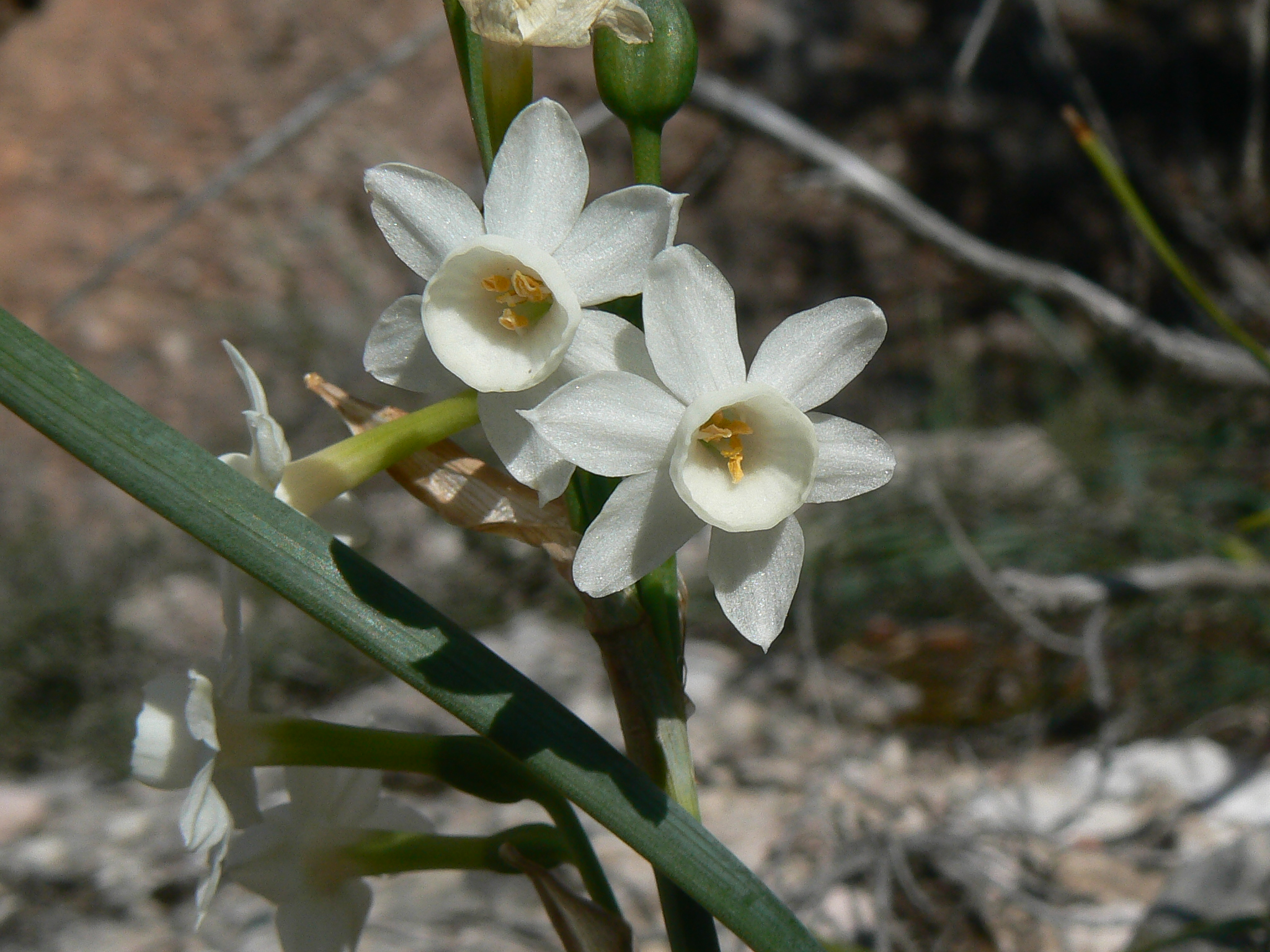
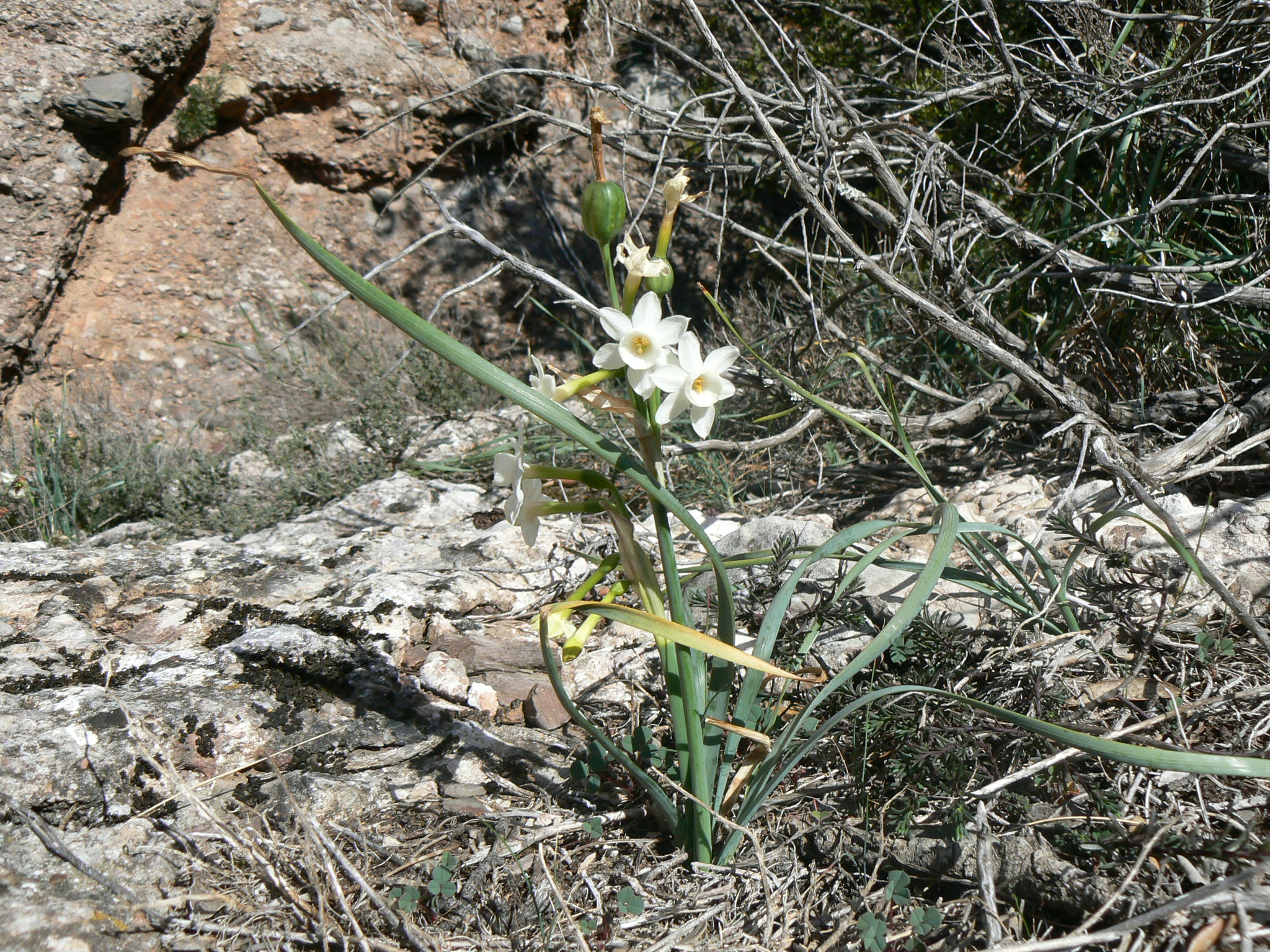